# Mabeco
O Mabeco (Lycaon pictus) também conhecido como cão-selvagem-africano ou cão-caçador-africano é um canídeo típico da África que vive em zonas de savana e vegetação esparsa. A espécie já foi comum em toda a África subsaariana (exceto em áreas de floresta tropical ou densa e zonas desérticas). A sua distribuição geográfica actual limita-se ao sul da África especialmente em Namíbia, Zimbábue, Zâmbia, Botswana e sul da África Oriental na Tanzânia e norte de Moçambique. É uma espécie ameaçada de extinção principalmente pela fragmentação do habitat, que aumenta os conflitos com humanos, como perseguição por criadores de gado, acidentes em estradas, doenças de animais domésticos. Como agravante, a espécie naturalmente ocorre em baixas densidades populacionais, mesmo em áreas bem preservadas. A população é estimada em 6600 por toda a África, com cerca de 1400 indivíduos maduros.
É um animal altamente social, passando a maior parte de sua vida em alcateias controladas por um casal alfa, que detêm os direitos de reprodução. Realizam suas atividades em grupo, abatendo grandes animais com trabalho em equipe. Essas alcateias possuem geralmente 7 a 15 indivíduos, chegando a 40. Possuem hierarquias separadas entre os sexos e maior número de machos que fêmeas. O comportamento dentro da alcateia é geralmente pacífico e os confrontos geralmente imitam-se a disputa de fêmeas pela reprodução. Animais doentes ou feridos são protegidos e cuidados pelo grupo. As caças também são divididas entre todos os membros e os filhotes possuem privilégios e prioridade na alimentação. O hábito de regurgitar a comida para outros membros é um dos mais marcantes da espécie e está intrinsecamente relacionado com interações sociais do grupo.
Os cães-selvagens-africanos caçam utilizando do trabalho em equipe, ao anoitecer e amanhecer. Sua estratégia de caça se baseia na corrida e resistência física, com estratégias variadas. Os grandes animais são abatidos à medida que são mordidos enquanto correm, enquanto os pequenos são puxados para baixo. Sua dieta é variada, e inclui principalmente mamíferos de médio porte como gazelas e impalas. As presas são comumente disputadas e roubadas, principalmente por hienas. Também sofrem de predação direta de grandes carnívoros, especialmente leões. Por isso, sua população é bastante influenciada pela presença deles, e tendem a ocupar áreas com menor presença desses animais.
O mabeco é um predador de médio porte, com cerca de 75 a 110 cm de comprimento e aproximadamente 18 a 36 kg de peso. A sua pelagem, muito característica com manchas de castanho, preto, branco e alaranjado, deu o nome científico à espécie: Lycaon pictus significa lobo pintado. A cabeça é em geral mais escura e a cauda termina num tufo branco. As orelhas são grandes e arredondadas e as pernas longas e finas terminam em patas fortes com quatro dedos, diferentemente de outros canídeos.

## Taxonomia
A espécie foi primeiramente descrita como Hyaena pictus por Temminck em 1820. A espécime analisada veio da costa de Moçambique e foi erroneamente classificada como uma espécie de hiena. Em 1827, Joshua Brookes reconheceu como canídeo e renomeou para Lycaon tricolor. Lycaon vem do grego λυκαίος (lykaios) que significa "parecido com um lobo". O descritor específico pictus ("pintado" em latim) derivou do original picta, que depois retornou a ele de acordo com as Regras Internacionais de Nomenclatura Científica. O gênero Lycaon é monotípico e já foi colocado em sua própria subfamília, Simoncyoninae, que não é mais reconhecido, embora a espécie ainda possua um gênero distinto baseado em análises genéticas. O nome mabeco vem de mabeku da língua kimbundu, de Angola. Mabeku é o plural de dibeku, que vem de ku-di-beka (apresentar-se), uma alusão a perseguição que faz a suas presas.

### Subespécies
A existência e separação de subespécies do mabeco ainda é incerta e embora alguns estudos tenham sido feitos, não está claro o que constituiria uma subespécie desse animal. Um estudo de 1993 mostrou que há diferenças entre animais do leste e do sul da África e uma divisão foi proposta baseada em evidências morfológicas e genéticas. Entretanto, outra pesquisa mais recentes feita em 2001 mostrou evidências de trocas genéticas entre os espécimes do sul e do leste no passado. Nas populações da África do Sul e do nordeste africano há presença de alelos mitocondriais e nucleares distintos, com formas transicionais em Botswana, Zimbábue e sudeste da Tanzânia. Essas populações transicionais possuem, portanto, uma mistura de alelos encontrados nas regiões sul e leste de África. No sentido oposto, foi demonstrado que os mabecos do oeste africano podem ter um haplótipo diferente dos do sul e leste africano. Mais estudos são necessários sobre os mabecos do oeste africano, já que são diferentes dos outras duas populações e podem então ser uma subespécie distinta.

### Evolução

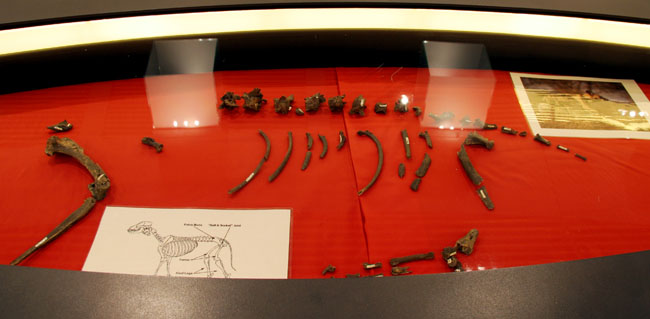
Fóssil de Lycaon sekowei, um possível ancestral de Lycaon pictus

Os registros fósseis de canídeos na África são escassos, e o cão-selvagem-africano não foi exceção. Mesmo com estudos morfológicos e moleculares, sua relação com o gênero Canis e o cão-selvagem-asiático eram pouco conhecidas. Foi proposto como seu ancestral o gênero Xenocyon, que viveu em toda a Eurásia, da Alemanha ao Japão, bem como na África do Pleistoceno Inferior até o início do Pleistoceno Médio. Ele apresentava a ausência do ergô (primeiro metacarpo), presente na espécie atual, embora a dentição fosse pouco especializada. Mais tarde, entretanto, essa conexão foi rejeitada já que a falta do metacarpo não era um bom indicador de proximidade filogenética e a dentição era muito diferente para indicar isso. Um ancestral mais provável seria o Lycaon sekowei, que viveu entre no Plio-Pleistoceno, baseado na morfologia dentária e formato do crânio. Ele ainda possuía o primeiro metacarpo e era mais robusto, tendo dentes 10% maiores. O paleontologista George G. Simpson colocou L. pictus na subfamília Simocyoninae, juntamente com Cuon alpinus e o cachorro-vinagre, baseando em que todas as três espécies tem dentes carniceiros pontudos de forma semelhante. Este agrupamento foi refutado por Juliet Clutton-Brock, que argumentou que, diferente da dentição, havia poucas semelhanças entre as três espécies para justificar classificá-las em uma única subfamília. Estudos da genética molecular indicam que mesmo removido do gênero Canis, ainda é mais relacionado a ele que outra linhagem de canídeo. Estudos filogenéticos colocam L. pictus e Cuon alpinus em um clado monofilético juntamente com alguns membros do gênero Canis, incluindo C. simensis, C. aureus, C. latrans, e C. lupus, enquanto os mais basais C. adustus C. mesomelas são excluídos.

## Características

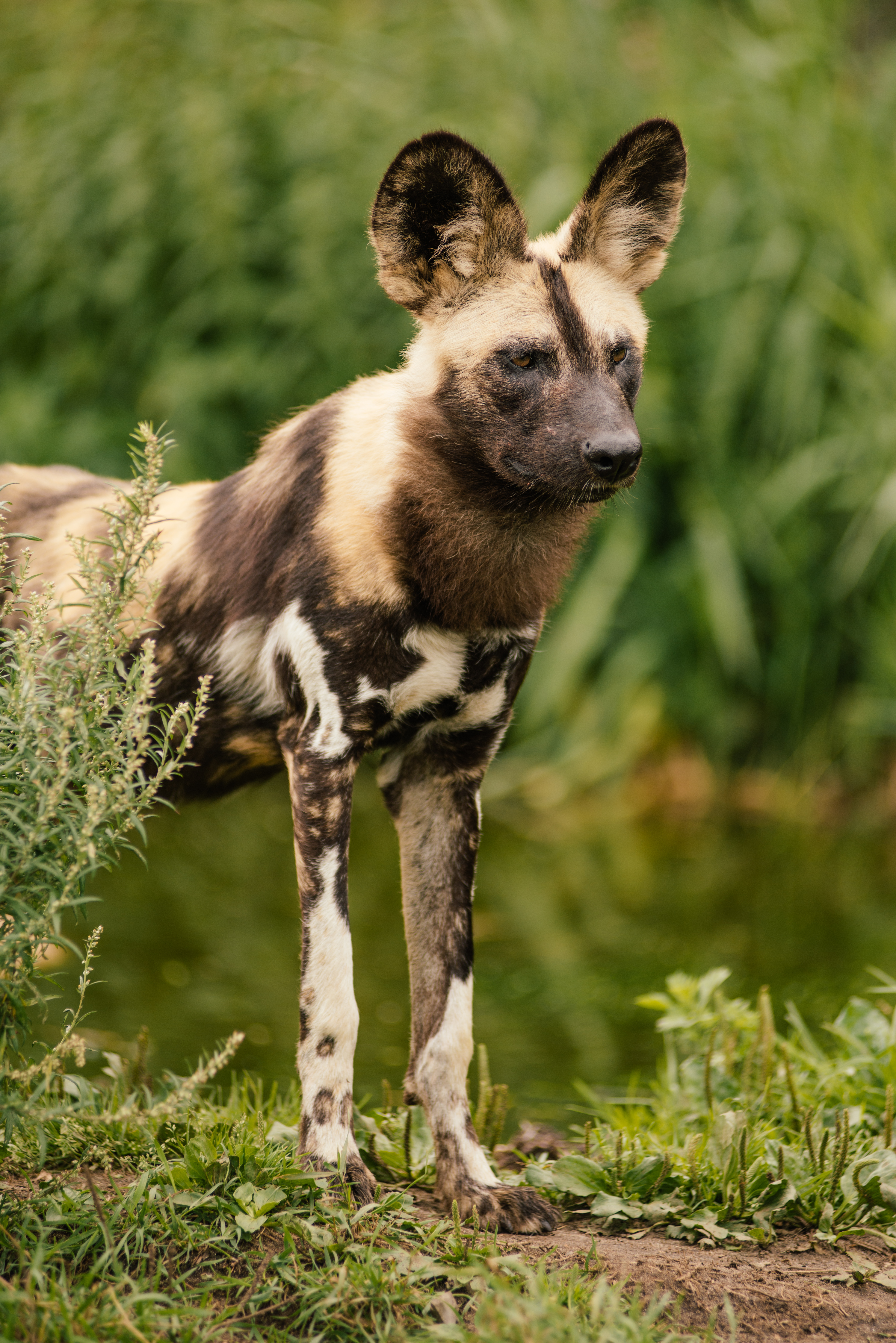
São animais altos e esguios, com grandes orelhas.

O mabeco é um predador canídeo de médio porte pesando aproximadamente entre 18 e 36 kg  com comprimento total entre 84,5 e 141 cm e a cauda entre 31 e 42 cm, baseado em alguns espécimes. Comparado com coiotes e lobos são esguios e altos, com orelhas bem grandes. Não há dimorfismo sexual considerável, embora machos sejam 3 - 7% maiores, baseado em dimensões do esqueleto. As orelhas são grandes, arredondadas e cobertas com pelos, sua mandíbula larga e potente e suas pernas longas e esguias Diferentemente de outros canídeos, suas patas dianteiras não possuem ergô (5º dedo vestigial), tendo quatro dedos. Todas as patas tem garras, e as almofadas entre o segundo e terceiro dedos são parcialmente fundidas.
 

Seu nome científico Lycaon pictus significa "lobo pintado": o que reflete sua pelagem colorida com áreas pretas, amarelas, vermelhas, brancas, marrons, sendo cada indivíduo com um padrão diferente, como as zebras, por exemplo. Os cães selvagens no nordeste da África tendem a ser predominantemente pretos com pequenas manchas brancas e amarelas, enquanto os cães na África Austral são mais coloridos com uma mistura de marrom, preto e branco. Eles tipicamente tem uma mancha branca na ponta da cauda, uma cabeça marrom e amarela com uma "máscara" preta, orelhas negras e uma linha branca na crista sagital. O pelo geralmente é curto no corpo e membros e mais longo no pescoço, chegando a ter uma aparência felpuda.

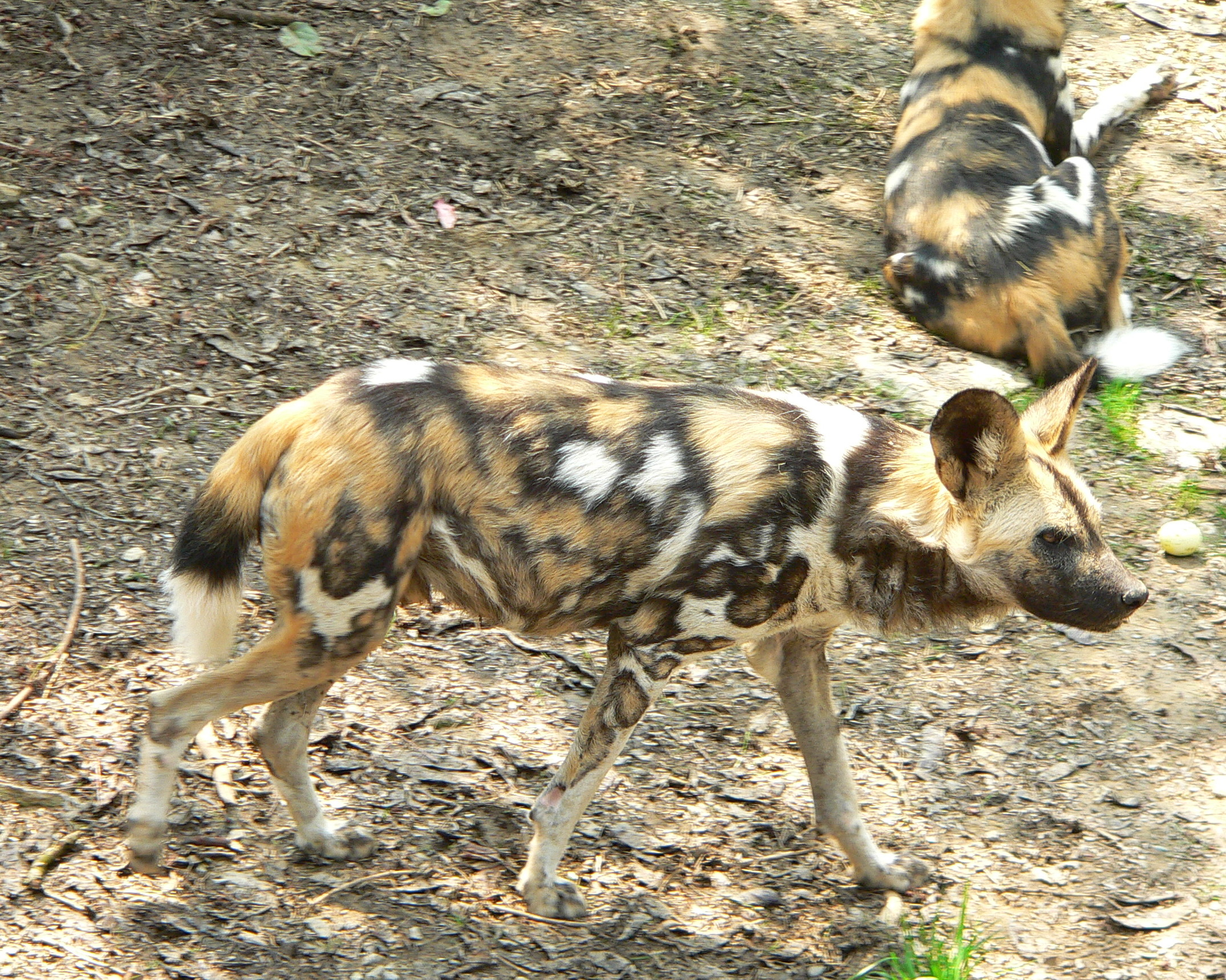
Mabecos possuem uma pelagem bastante colorida, o que lhe deu seu nome científico Lycaon pictus (lobo pintado).

A pelagem é consideravelmente diferente da de chacais e raposas, com pelos próximos, ásperos e não densos. A composição também é completamente diferente, com o aspecto áspero e rígido, não exibindo pelos inferiores. Os pelos costumam cair a medida que envelhecem, especialmente na face deixando-a cinza com a pele à mostra. Alguns indivíduos velhos chegam a ficar sem pelos e indivíduos em cativeiro podem adquirir pelagem mais espessa em climas frios. A grande variação de cor pode ser uma forma de reconhecimento visual entre indivíduos, entre distâncias de 50 e 100 metros. Essa variação é mais proeminente no tronco e nas pernas. Na cabeça, há relativamente pouca variação com um focinho preto variando a marrom no queixo e testa, uma listra preta pela testa e parte de trás das orelhas pretas ou amarronzadas. Alguns animais possuem ainda uma marca de lágrima marrom abaixo dos olhos. O padrão da pelagem é assimétrico entre os lados do corpo.
Seu crânio é largo, com um amplo arco zigomático, que lhe permite uma poderosa mordida. O focinho é bastante curto, largo e profundo com uma potente dentição larga e muito afiada. Tem 42 dentes no total e a fórmula dentária é {\displaystyle {\tfrac {3.1.4.2}{3.1.4.3}}}. Seus pré-molares são um dos maiores proporcionalmente a massa corporal em relação a outros carnívoros, o que lhes ajuda a consumir grande quantidade de ossos, assim como hienas. O último molar inferior é vestigial. Possuem também um forte cheiro de almíscar. Fêmeas geralmente possuem entre 12 e 16 mamas e são um pouco mais leves que os machos, facilmente identificados por uma notável cavidade peniana.

## Hábitos e comportamento

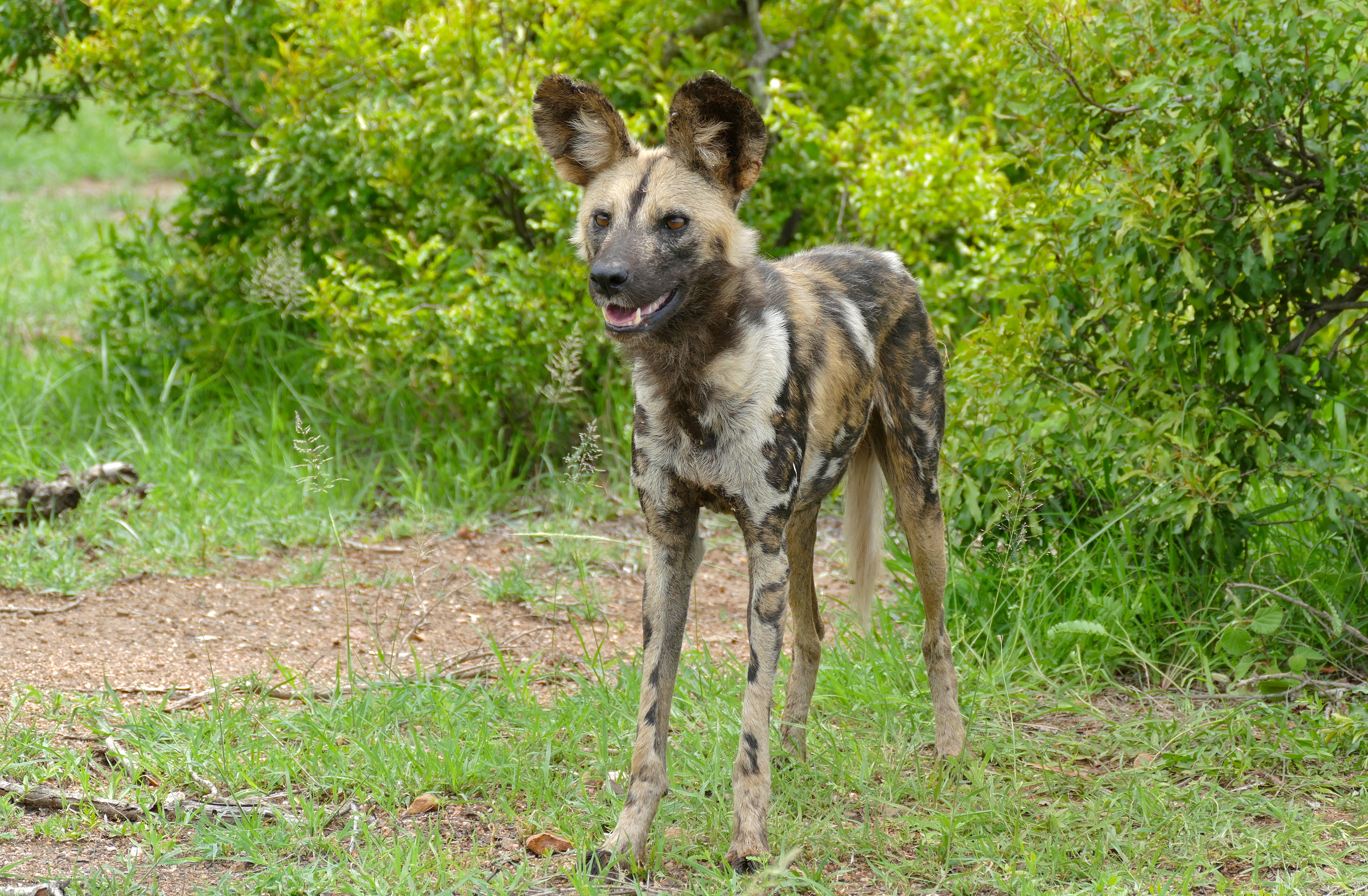
São animais bastante sociais, vivendo em alcateias de até 40 membros

Os mabecos são animais gregários que vivem em matilhas de até 40 elementos, em média 7 a 15. Eles são animais bastante sociais, caçando grandes presas e cuidando dos filhotes em grupo. No passado, já foram registradas matilhas muito maiores: no século XIX na África do Sul foram observadas alcateias com centenas e outra foi estimada em 500 animais na década de 1920. A estrutura social do grupo é altamente definida, com um casal alfa no topo que controla as hierarquias separadas de machos e fêmeas e geralmente os únicos que reproduzem. Em geral as matilhas têm maior proporção de machos, uma vez que as fêmeas emigram com mais facilidade para outros grupos familiares, um processo distinto e incomum de outros mamíferos sociais. Machos e fêmeas dispersam de sua matilha em grupos formados por irmãos do mesmo sexo. Aos dois anos e meio de idade, todas as fêmeas já saíram do grupo natal enquanto metade dos machos permanece; a outra metade também emigra. Esses grupos de irmãos encontram com outro do sexo oposto de uma alcateia diferente, formando uma nova alcateia.
Portanto, indivíduos do mesmo sexo em uma alcateia são parentes entre si e os filhotes são relacionados a todos os adultos. Algumas vezes, entretanto, um indivíduo não relacionado é encontrado devido a eventos aleatórios afetando adesão em subgrupos de alcateias em transição, especialmente a adoção de filhotes sem parentesco. Ocasionalmente, novas alcateias são formadas depois da divisão de uma alcateia grande, em que alguns dos fundadores originais de ambos os sexos emigram juntos em uma dispersão secundária. Os filhotes podem se juntar ao grupo de origem ou o secundário, independente de seus pais.

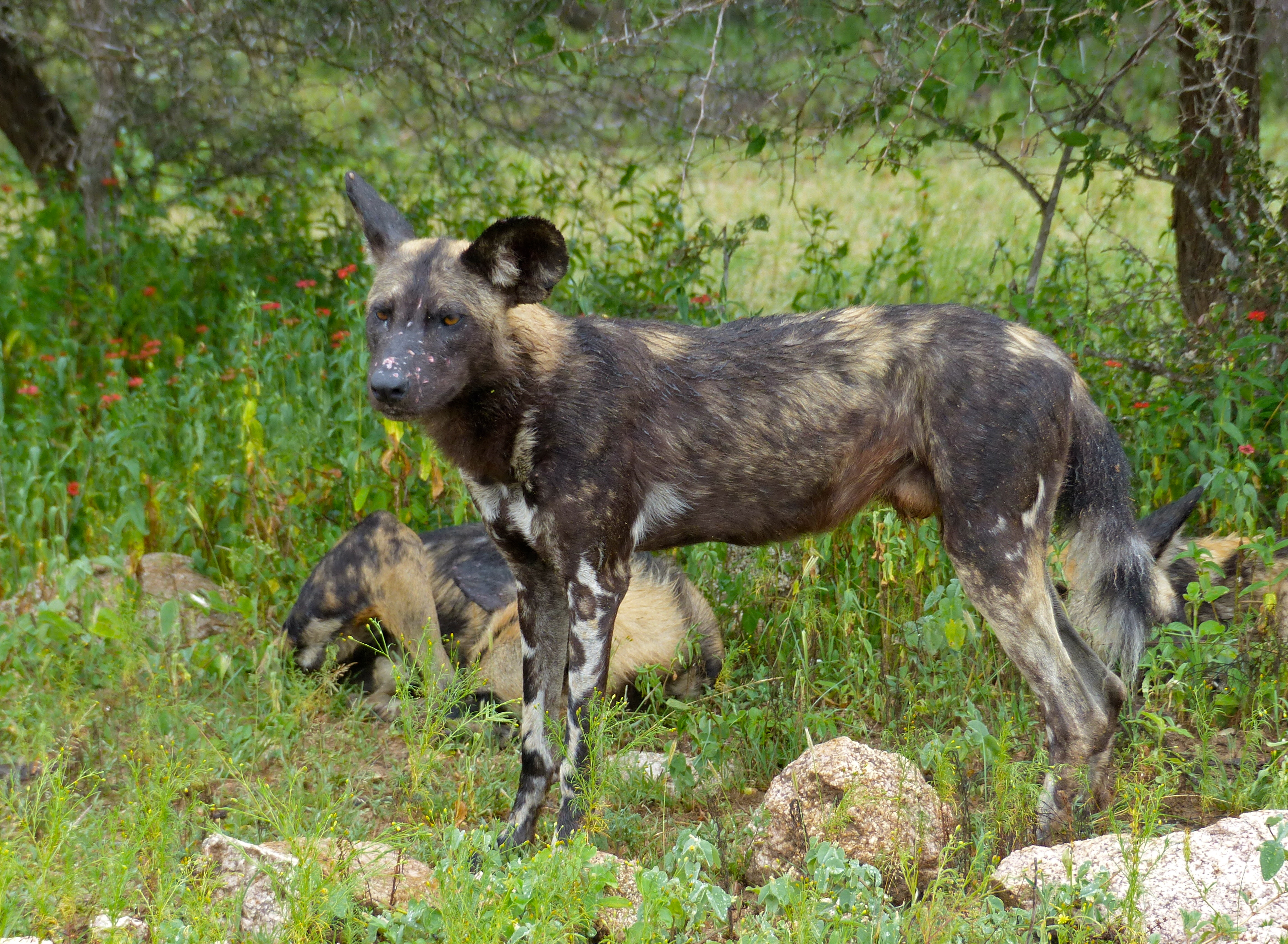
Eles possuem hábitos diurnos e ficam na sombra durante o calor do dia

Os cães-selvagens-africanos devem ser considerados territoriais, embora as fronteiras entre as áreas das alcateias se sobreponham. Embora não seja comum, eles defendem agressivamente seu território contra invasores e vizinhos estranhos, às vezes com ocorrências fatais. Esses territórios são grandes, com uma média de 606 km². O tamanho, entretanto, varia de acordo com disponibilidade e densidade de presas: nas savanas arborizadas do Kruger é de 150 km², enquanto que nos habitats áridos do sul da África, como no Kalahari, chega a mais de 2000 km². Durante 3 ou 4 meses, quando há filhotes na toca, o grupo limita-se entre 50 e 200 km².
Os cães-selvagens-africanos compartilham com os guepardos a peculiaridade entre os grandes predadores africanos de serem ativos durante o dia. À luz do dia, eles conseguem localizar a presa mais facilmente e mantê-la à vista enquanto a persegue. Os cães não precisam da escuridão como outros predadores pois caçam sua presa através da perseguição, não realizando emboscadas. Durante o calor do dia, ficam embaixo da sombra e nas planícies abertas podem ter dificuldade em achar abrigo. Visando se proteger do sol e também das moscas, costumam rolar na lama ou tomar banhos de terra em tempos de seca. 
As alcateias de mabecos são notavelmente pacíficas, com pouco conflito evidente. Conflitos entre membros do grupo são muito raros e em geral limitados à hierarquia das fêmeas na época de reprodução. Às vezes, fêmeas brigam intensamente e a perdedora sai do grupo e morre. Os mabecos têm preocupações sociais únicas nos predadores africanos. Se um membro da matilha está doente ou a recuperar de ferimentos, é alimentado pelos restantes e protegido de eventuais ataques. Também compartilham carcaças até mesmo com indivíduos que não participaram da caçada e regurgitam comida para outros em cerimônias de cumprimento.

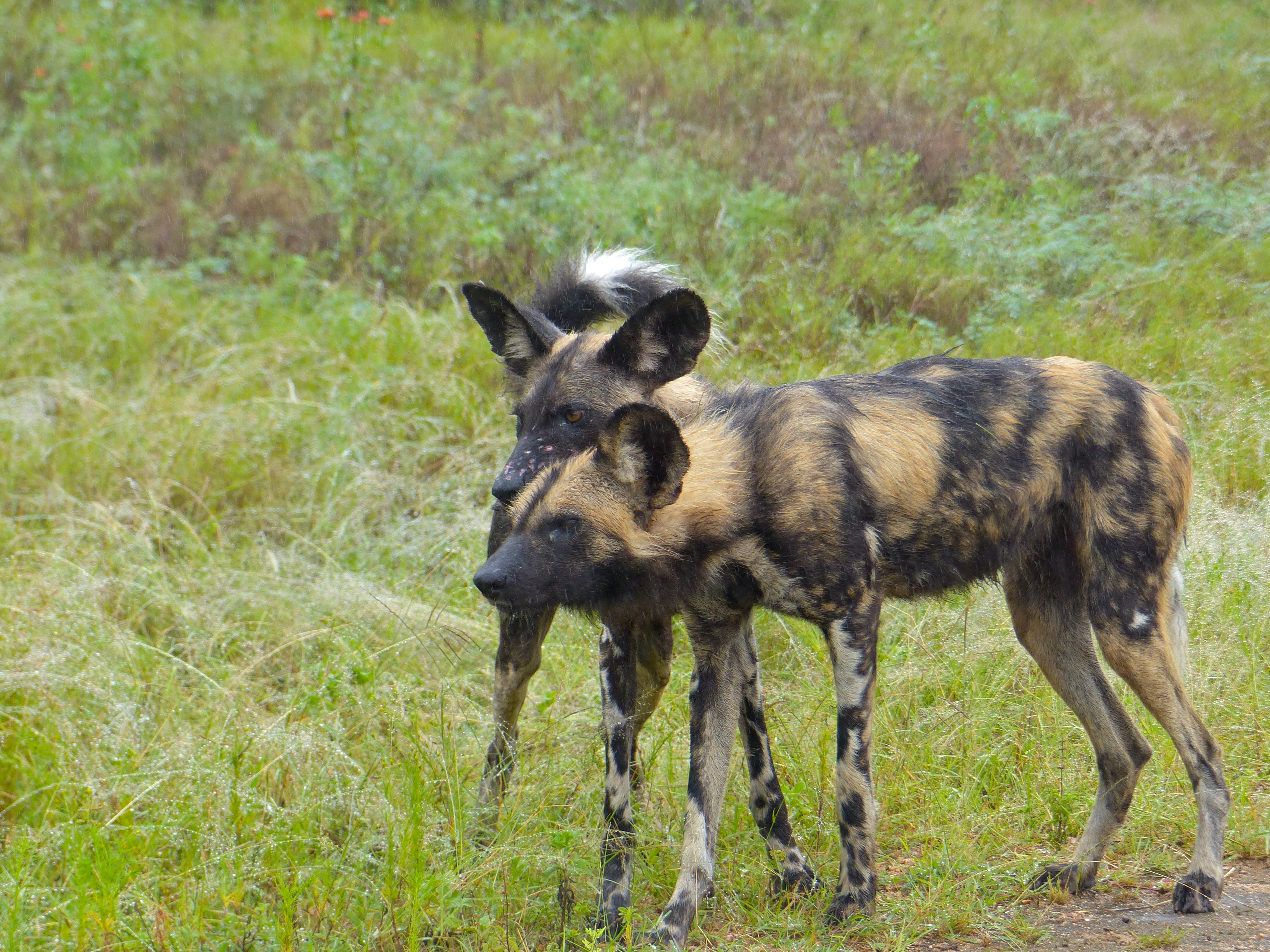
Cães-selvagens-africanos tem uma relação notavelmente pacífica, embora conflitos ocorram ocasionalmente

A pacificidade entre os membros da alcateia e o compartilhamento de comida entre os membros são suas grandes peculiaridades. Assim como o gênero Canis, cães-selvagens-africanos apresentam gestos de apaziguamento que vêm da infância como ganidos, abanam a cauda, se encolhem e deitam para mostrar a genitália, pescoço e barriga assim como cães domésticos. Mas foi mostrado que a paz dentro das alcateias é adquirida através de gestos ritualizados para a aquisição de comida de outros membros, que inibe a agressividade em várias ocasiões. Os ancestrais da espécie provavelmente ganharam vantagem de outros rivais em comer a carne e guardá-la em estômagos grandes. Foi uma pequena etapa para a habilidade de regurgitar comida quando retornam à toca.
Atualmente, os cães regurgitam a comida devido a solicitação de filhotes ou até adultos e mesmo um pequeno contato de focinhos é suficiente para provocar a reação. Esse hábito é tão intrínseco que um cão empanturrado muitas vezes pede a um filhote para se livrar da carne e os cães podem regurgitar sem nenhum estímulo aparente. Cães dos dois sexos e de todas as idades realizam esses pedidos aos cães caçadores através de lambidas ou mordidas nos lábios ou nas mamas no caso de fêmeas lactantes. Mas existe exceção: filhotes que correm à frente de seus irmãos podem ser mordidos e esse aviso serve para se juntarem e aprenderem que eles devem se aproximar em grupo e não tentar vantagens extras. Isso os ajuda para quando forem adultos caçando em uma alcateia.

### Interação social
O hábito de pedir comida aos outros membros da alcateia através de regurgitação não tem como único propósito o ato de comer em si. Ele é muito integrado ao comportamento de cães-selvagens-africanos de modo que também é utilizado em outros contextos, de uma forma ou de outra. O modo como os caçadores são recebidos de volta à toca com solicitações para regurgitarem fez com que isso se tornasse uma forma de cumprimento; e foi incorporado a rituais que ocorrem depois do descanso à tarde ou à noite. Nessas cerimônias, os cães lambem e cheiram a boca de seus companheiros em um pedido simbólico por comida. Rapidamente, todos os membros estão circulando entre si e realizando esse cumprimento. Os mais jovens ganem ou fazem sons curtos e agudos enquanto procuram por leite ou vão de boca em boca. Como não conseguem regurgitar comida ao fim do descanso noturno ou vespertino, é possível que isso se torne uma frustração que faça surgir uma tensão durante o ritual. Cães mais velhos podem tentar morder os subordinados que devido ao medo urinam, defecam, fazem ganidos e às vezes deitam de costas para acalmar a situação. Essa reunião é a mais intensa interação entre cães-selvagens-africanos.

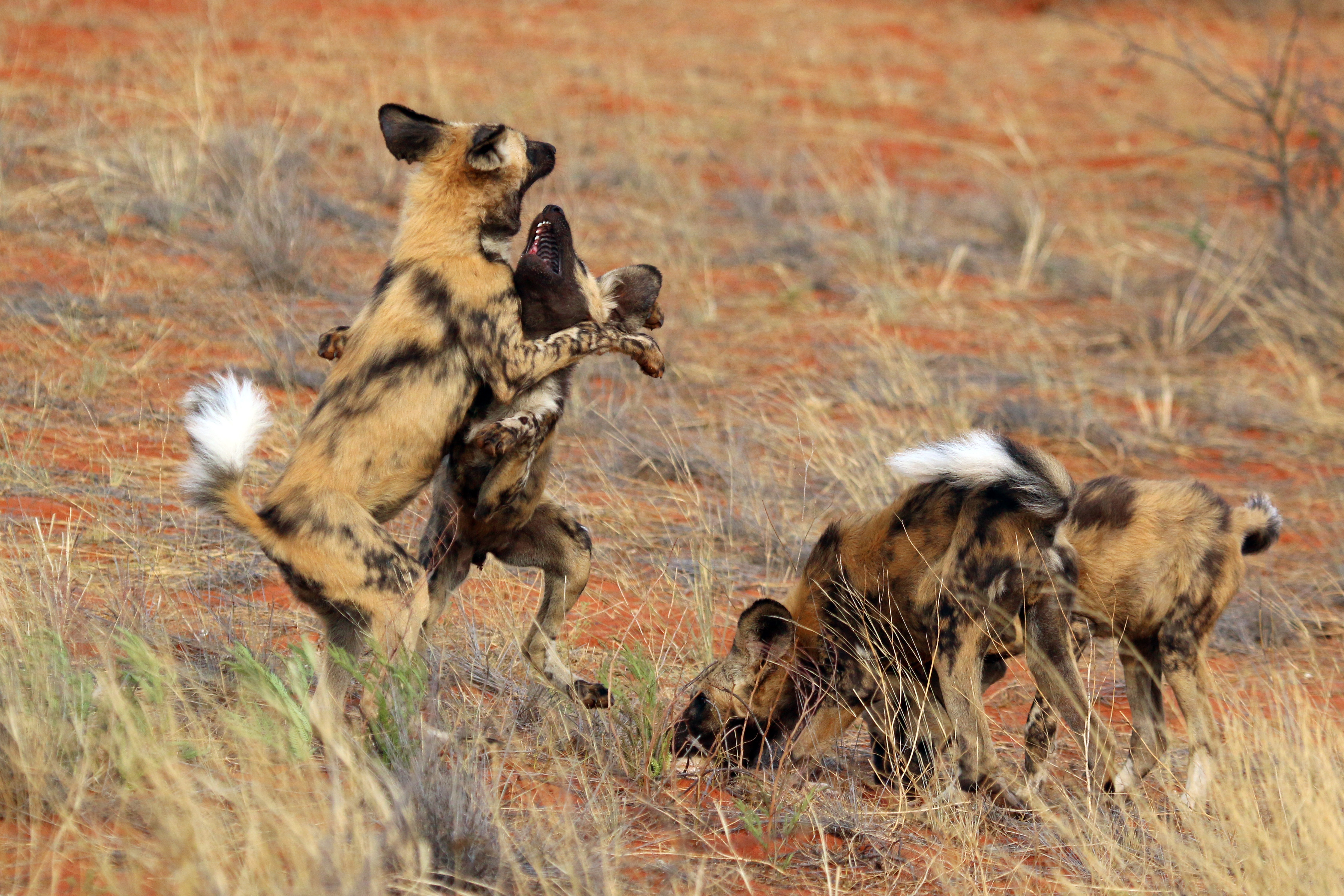
Ações agressivas às vezes ocorrem durante as cerimônias da alcateia

Todo esse ritual parece ter como maior função a união temporária entre os membros e estimular uma atividade em conjunto. Essa união, em sua forma mais simples, consiste de dois cães caminhando ou trotando enquanto fazem as carícias e procuram por outros para cumprimentar. Pode-se formar uma relação de subordinação em que um deles coloca o peito e o pescoço abaixo do outro e machos podem até plantar bananeira para sobrepor sua urina. Entretanto, nenhuma hierarquia é identificada. A esses pares podem se juntar outros cães que podem circular pela toca fazendo sons agudos, ganindo, saltitando, pressionando as bocas juntamente e apoiando ou batendo os ombros um contra o outro. Essas uniões podem persistir, assim como durante os descansos, e a hierarquia pode influenciar os contatos. Quando eles ficam muito excitados chegam até a dar cambalhotas ocasionalmente.

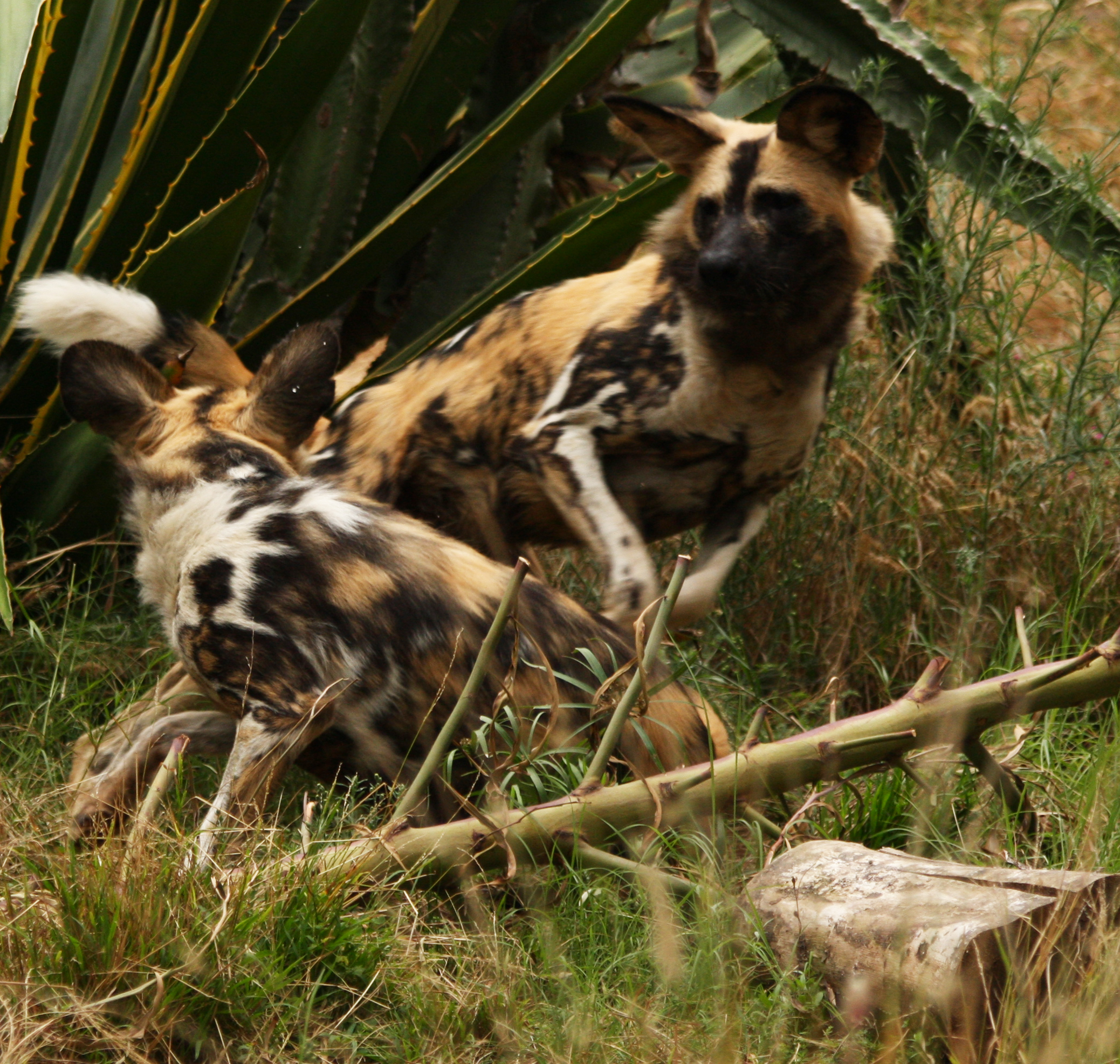
Cão-selvagem-africano fêmea tenta morder macho que estava muito agressivo

Ações agressivas como pequenas mordidas e patadas também ocorrem, o outro animal pode responder e os dois brigam, ficando de pé nas patas traseiras. As lutas são contidas e ritualizadas, limitando-se a tentar desequilibrar o oponente. Frequentemente, termina com os dois correndo juntos se abocanhando. Não raramente, alguns cães fazem uma aproximação da mesma forma que espreitam hienas, abutres ou outras presas mas que normalmente termina de forma pacífica. Durante a reunião, uma tendência crescente de se unirem contra determinados indivíduos surge à medida que eles se animam. Possivelmente, a formação de alianças ritualísticas temporárias inibe a postura agressiva e fomenta a alcateia a partir junta rumo a uma caçada. Esse cercamento contra indivíduos é mais forte contra os que não podem caçar e existem relatos de indivíduos machucados sendo mortos por seus companheiros. Estes e Goddard relataram que podem receber o mesmo tratamento agressivo dado a uma hiena. Esses raros momentos de canibalismo como resultado dos confrontamentos agressivos podem servir para eliminar indivíduos que não conseguiram formar alianças e passaram a ser identificados como estranhos, da mesma forma que hienas. Entretanto, esses confrontos são corriqueiros e possivelmente existem para criar alianças para os perseguidos. Todo esse cerco agressivo pode ter originado ou ter função similar da agressão que faz os filhotes se juntarem. Se o choro e o sofrimento gera atividade social e mobiliza todo o grupo, esses cercos a indivíduos podem servir para provocar tal efeito.

### Caça em grupo e dieta

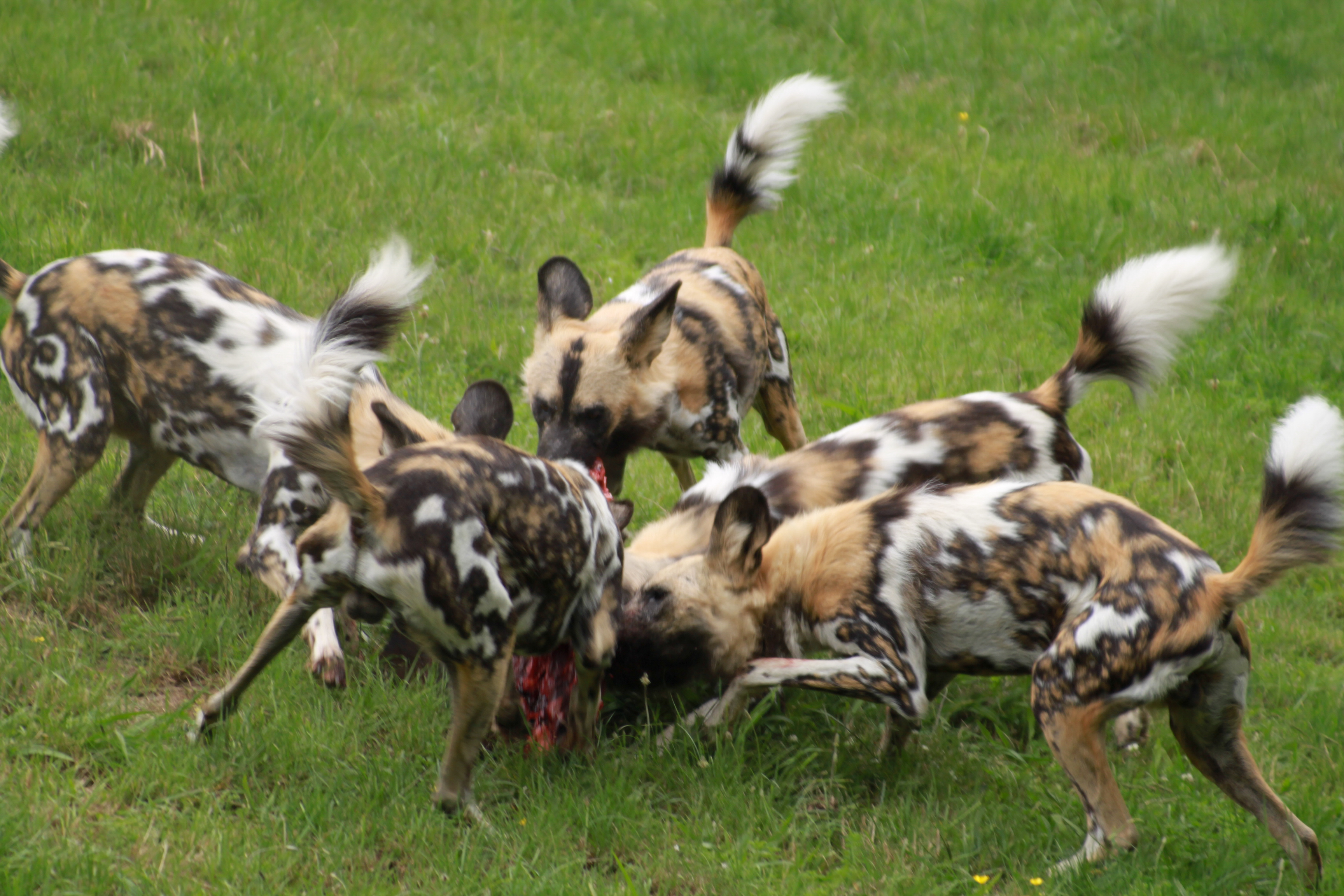
Cães-selvagens-africanos utilizam do trabalho em grupo para capturar grandes presas

Os mabecos caçam em grupo e através do trabalho de equipe combinado com grande resistência física durante a perseguição, conseguem abater animais de grandes dimensões, muito maiores que eles. Indivíduos também podem caçar pequenos animais como lebres, roedores e outros pequenos animais. Já que são caçadores que utilizam da corrida, tendem a pegar indivíduos mais lentos como velhos, filhotes, feridos, grávidas, doentes ou machos debilitados numa frequência maior que predadores de emboscada. Geralmente caçam ao amanhecer e anoitecer e localizam a presa utilizando principalmente a visão, embora em habitats mais densos o olfato e audição se mostrem igualmente importantes. Antes do início de uma caçada, geralmente há uma grande reunião dos membros da alcateia em que eles se cumprimentam intensamente, possivelmente para garantir que todos estão acordados e prontos para a ação. Em seguida, começam a se mover em busca de presas, com velocidade de 10 km/h e espalhados entre 10 e 100 m. Depois de uma aproximação silenciosa, iniciam a perseguição. Quando a caçada começa, presas menores como impalas, duikers e cavalos fogem imediatamente, enquanto maiores como gnus, vacas e búfalos formam um círculo com os jovens no centro; ameaçando e usando os chifres contra os cães. Animais mais perigosos como javalis, grandes-kudus, texugos e macacos como babuínos  podem resistir e se defender ao invés de correr, mesmo sozinhos. Quando encontram formação defensiva, ficam em volta atacando de várias direções e se ela funciona vão embora depois de 10 segundos a 5 minutos a testando. Esses ataques servem para que um indivíduo ou rebanho fujam, deixando-os vulneráveis. Eles são efetivos porque quando um cão ameaça atacar uma presa, outros correm por trás dela e a separam do rebanho. Assim que um animal ou mais são separados, inicia-se uma perseguição que atinge até 40–60 km/h, geralmente não ultrapassando 2 km de distância. A ação costuma durar de 10 a 60 minutos. Já foram observados em perseguições de 50 km/h por 5, 6 km. Essa aparentou ser aproximadamente a máxima distância que percorrem antes de desistir.
Animais maiores tem as pernas, barriga e ânus mordidos enquanto correm, até que parem. Os menores geralmente são simplesmente puxados para baixo e dilacerados. Durante a perseguição, os cães-selvagens-africanos formam um círculo em volta da presa de modo que ela não possa escapar e quando um cão consegue interceptá-la e agarrá-la outros ajudam a segurar a presa. Assim que é encurralada, um indivíduo a distrai enquanto os outros mordem e dilaceram a carne. Ou então, um dos cães segura o focinho e a cabeça e os outros matam a vítima. Ao caçar filhotes de ungulados, um membro pode distrair a mãe enquanto o filhote é atacado. A maior parte das presas é morta de 2 a 5 minutos, embora grandes animais como gnus adultos podem levar até meia hora. Estimativas de sucesso nas caçadas variam entre 70–90 %, o que é alto comparado com outros predadores. Isso possivelmente é resultado da natureza extremamente dispendiosa das caçadas, que geraria grandes prejuízos em caso de fracasso. Outros membros podem capturar presas de forma oportunista durante a caçada e abates múltiplos não são incomuns.

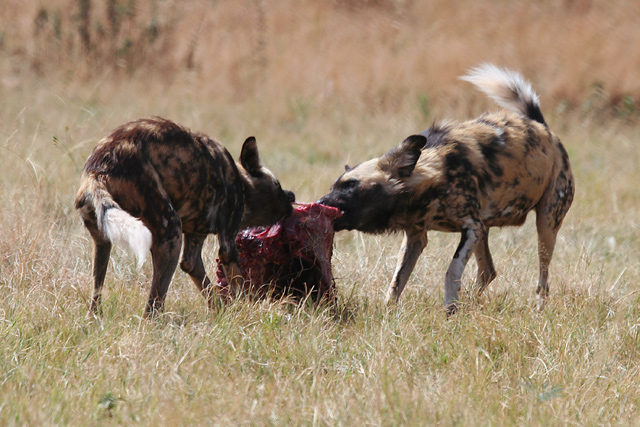
As carcaças são consumidas rapidamente, às vezes deixando a cabeça, pele e ossos em animais maiores

As carcaças são consumidas rapidamente, entre 5 e 30 minutos, e os animais menores são comidos por inteiro enquanto os grandes antílopes tem suas vísceras e carne retirada, às vezes deixando a pele, a cabeça e o esqueleto. Sua dieta e método de caça está relacionado com o ambiente onde vivem. Quando as presas estão em um local protegido eles se aproximam silenciosamente e disparam em alta velocidade. Em época de seca, os cães podem esperar por alguma vítima se aproximar de uma fonte de água mas não é um hábito característico. As alcateias adquirem uma preferência por um animal específico e eles acabam aprendendo a melhor forma de matar uma determinada espécie através da experiência. As presas pequenas, como ratos, lebres, pássaros e outros são geralmente caçados individualmente e localizados no mato alto através da audição, mais do que o olfato. Em algumas vezes os cães batem com a pata nos roedores como ratos e coelhos, e mordem antes de comer, mas os ratos Thryonomys e os porcos-espinhos necessitam de uma mordida certeira e rápida, evitando ferimentos.
A dieta da espécie é bastante variada, desde pequenos animais como lebres e raposas-orelhas-de-morcego até búfalos juvenis e elandes. Entretanto, possuem preferência por presas entre 10 e 120 kg. Um estudo concluiu que as presas preferidas da espécie por toda a África são a gazela-de-thomson, grande-cudo, impala, duiker, asno, zebra, gnu, vaca, búfalo, aves, reptéis, peixes, babuíno e o bauala. As presas favoritas das alcateias variam consideravelmente de acordo com o local: no Parque Nacional Kruger são impalas, no Vale Kafue da Zâmbia optam por duikers e cobs e no Serengeti, caçam primordialmente gnus e gazelas-de-thomson, mas alguns grupos se especializaram em zebras. Mabecos são os carnívoros com maior consumo de carne em relação a seu peso - 3.04 kg. Um indivíduo com fome chega a ingerir 8 a 9 kg de carne, cerca de um terço de seu peso corporal. Animais juvenis e subadultos formam grande parte das presas mas isso é mais comum em relação aos grandes antílopes. Alcateias com mais cães-selvagens conseguem enfrentar animais grandes enquanto alcateias pequenas tem mais dificuldade. Eles ainda caçam animais menores do que caçam as hienas-malhadas que vivem na mesma localidade. Os mabecos só se alimentam das presas que eles próprios matam e quase nunca tocam em carcaças.
Esses animais também não possuem o hábito de caçar gado, embora eles o façam em algumas áreas, e sua fama de matadores vorazes de gado é injustificada. Os pastores Masai e Samburu na região do Parque Nacional Masaai Mara relataram que eles raramente causam problemas. Em um estudo no Zimbábue, apenas metade das mortes associadas a eles realmente foram causadas por cães. São ainda exclusivamente carnívoros, e mesmo em alturas de escassez não se alimentam de insectos. Após uma caçada, o grupo caçador regressa à base da matilha e regurgita porções de comida para alimentar os juvenis e os elementos adultos que ficaram para trás para cuidar das crias.

### Interação com outros predadores
A densidade populacional de cães-selvagens-africanos é fortemente influenciada pela presença de grandes predadores, como leões e hienas. Eles tendem a ocupar áreas com menor presença desses animais. Leões, por exemplo, representam grande parte das mortes naturais de cães-selvagens, que chegam a se deslocar ao perceber a presença deles. Hienas também matam indivíduos de todas as idades e leopardos foram relatados matando filhotes. A competição por presas mortas também é um fator importante, principalmente com hienas. No Serenguéti, um estudo realizado entre 1964–68 mostrou que hienas competiram com os cães em 74% das caçadas e comeram em 60%, mas o contrário só ocorreu 1% das vezes. Entre 1985–87, elas roubaram a comida em 86% dos casos estudados. O número de cães-selvagens caiu durante 20 anos, enquanto leões e hienas se tornaram mais abundantes pela presença maior de gnus. Já em populações maiores e estáveis como em Selous e Kruger, as hienas não roubam a caça com frequência e o número de indivíduos supera o de invasores, garantindo uma maior proteção. As hienas obtém maior sucesso em ambientes mais fáceis de avistar as carcaças, quando a densidade de hienas é grande e o tamanho do grupo que realiza o ataque é maior. A predação direta também é uma causa substancial da morte de cães-selvagens africanos. É mais comum entre leões, embora também seja causada por outros carnívoros. Uma análise de dados mostra que 32% das mortes por causas "naturais" e 10% do total foram causadas por leões.

## Reprodução
A reprodução nas matilhas de mabecos é limitada ao par dominante, mas em anos bons ou em matilhas grandes, uma ou duas fêmeas subordinadas podem também procriar. Quando isso ocorre, a fêmea dominante tenta intimidá-la e cria-se uma competição em que ela pode roubar os filhotes e até matá-los. Suas tentativas de controlar o acesso aos filhotes das fêmeas subordinadas pode acabar impedindo a alimentação da ninhada por outros adultos e pela mãe. Os restantes membros do grupo partilham a responsabilidade da educação dos juvenis. O par alfa é monogâmico e permanece unido para sempre. Eles podem reproduzir o ano inteiro, mas a principal época de reprodução inicia-se em Janeiro e prolonga-se até Maio no geral. A época é mais variável entretanto: na África do Sul vai de abril a junho, no Serenguéti de março a abril e na Zâmbia de maio a julho, por exemplo. O período de gestação é em média de 10 semanas. Cada ninhada pode ter entre 2 a 20 crias, que nascem em tocas forradas de ervas. O intervalo entre cada ninhada fica entre onze e catorze meses, mas pode ser encurtado para até seis caso ela não sobreviva. As tocas onde eles nascem são em geral reaproveitadas de outros animais, como o porco-formigueiro. Como o grupo ficará concentrado em um local durante a época que os filhotes estão na toca, preferencialmente se escolhe locais com presas abundantes e longe de inundações e predadores, para que os primeiros meses sejam ideais. Os filhotes nascem com cerca de 300 gramas e só abrem os olhos depois de 13 dias. Os juvenis permanecem na toca, amamentados pela mãe durante 3 a 4 semanas, quando começam a se aventurar fora dela. No final deste período começam a ser alimentados pelos adultos com comida regurgitada e o desmame ocorre tão cedo quanto 5 semanas. A mãe permanece junto à toca na maior parte das vezes, acompanhada de outros guardas e cães debilitados. Enquanto os filhotes são jovens, todos os membros apresentam comportamento maternal. Todos os adultos, e principalmente as fêmeas, levam-nos de volta a toca ao cair da noite. Ocorre um frenesi quando saem da toca pela primeira vez, com os membros os virando de costas e lambendo a barriga, e machos carregando os muito jovens. Na verdade, os machos podem se tornar mais tolerantes, já que as fêmeas aparentam perder o interesse nos filhotes com 4 ou 5 meses de idade. Em uma ocasião, cinco machos criaram nove filhotes com 9 semanas, depois que a mãe e única fêmea morreu. Quando estão com 7 semanas começam a se desenvolver em adultos com alterações corporais como alongamento das pernas, focinho e orelhas, mudança da pelagem para tricolor e nessa fase chegam a seguir a matilha por até 2 km da toca. Por volta de 2 meses eles passam a correr para encontrar os caçadores retornando, aumentando a distância até que passam a chegar a carcaças próximas e finalmente aprendendo a se alimentar diretamente dela. Quando chegam entre 8 e 10 semanas, a matilha abandona a toca geralmente movendo de toca em toca nos dias anteriores.  Ao chegarem a caça, adultos cedem espaço e se não o fizerem, as crias reagem agressivamente. Esse privilégio só acaba quando completam 1 ano. Na altura de 9–11 meses de idade, já capturam presas fáceis, mas só dominam essa atividade entre 12–14 meses. A maturidade sexual é alcançada com um ano e meio de vida, embora a primeira ninhada nasça em geral muito depois. As fêmeas abandonam o grupo original com cerca de dois anos e meio. A expectativa de vida média é de cerca de 10 anos, embora um indivíduo em cativeiro tenha vivido até 17.
As crias podem morrer pela escassez de alimento ou pela ação de predadores como hienas, lobos, leões, chacais, gatos selvagens, leopardos, répteis como crocodilos e cobras e outros animais selvagens.

## Conservação e distribuição
O mabeco está listado pela IUCN como uma espécie em perigo de extinção. Seus números vêm caindo continuamente ao longo dos anos. Antes comum por toda a África subsaariana até mesmo em desertos e montanhas, se ausentando apenas em florestas baixas e desertos muito secos. Acreditava-se que eram mais comuns em áreas abertas, mas hoje em dia, se conclui que atingem suas maiores densidades em formações arbustivas e florestas. Hoje resistem apenas em populações isoladas principalmente no sul da África como na Namíbia, Zimbábue, Zâmbia, Botswana e também no sudeste, especialmente Tanzânia e norte de Moçambique. As principais ameaças à espécie decorrem de atividades humanas: a fragmentação do habitat associada a seu comportamento de movimentação abrangente os deixa em contato com animais domésticos, humanos e gado. Isso faz com que contraiam doenças, causem conflitos com pastores e morram em armadilhas e acidentes em rodovias. Medir a população é difícil, pois são animais que vagueiam muito e podem ter alterações populacionais substanciosas.
Sua população tem tido uma queda no último século, que se acelerou na década de 70. São raramente vistos, mesmo em áreas bem protegidas e com presas abundantes, tornando altamente suscetíveis a fragmentação do habitat. Esse agravante também os torna suscetíveis a epidemias e surtos. A presença humana trouxe a destruição do habitat devido à agricultura e criação de gado, deixando-os apenas isolados em áreas com baixa presença humana. Os ocupadores também os perseguiram devido a uma crença infundada de serem grandes comedores de gado, e caçaram suas presas. E como vivem com uma densidade baixa, mesmo uma grande área não suportaria uma grande população. Os atropelamentos também constituem uma importante causa do declínio.
Uma estimativa da IUCN calculou a população por toda a África em cerca de 6.600 indivíduos divididos em 39 subpopulações, sendo a maior delas com 276. A maior parte de toda essa população no sul africano, mas também no sul da Tanzânia e no norte de Moçambique. Quênia e Etiópia também têm populações pequenas, embora não seja claro se são viáveis. As populações do oeste e centro africano foram em grande parte destruídas, embora ainda possam resistir em Senegal e Camarões. A população do norte da África é bem reduzida ou praticamente extinta.

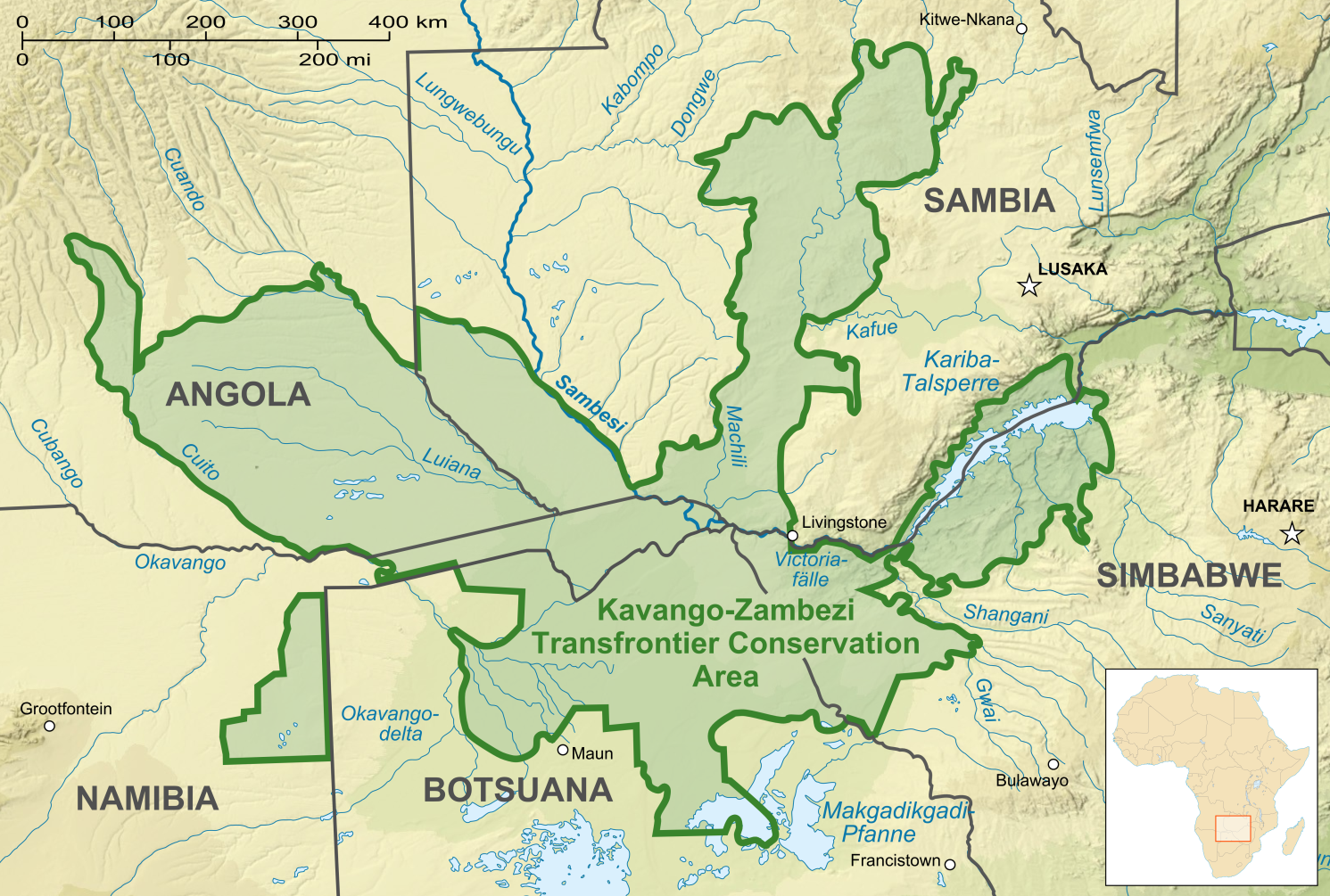
A Área de Conservação Transfronteiriça Okavango-Zambeze (KAZA) integra vários locais diferentes e possui cerca de 1300 cães-selvagens, uma das maiores populações do mundo

A região da África Austral certamente é o melhor refúgio para a conservação da espécie. Populações consideráveis existem no Parque Nacional Kafue, com 300 animais, no Kruger, com 200, 230 no Zambezi e a maior de todas na Área de Conservação Transfronteiriça Okavango-Zambeze, conhecido como KAZA, onde há cerca de 1300 animais espalhados entre a Angola, Botswana, Namíbia, Zâmbia e Zimbábue integrando várias áreas protegidas. Os principais parques nesse aglomerado incluem o Chobe, Moremi, Kafue, Liuwa, Hwange, entre outros. Na Reserva Nacional do Niassa, em Moçambique, outra população considerável entre 110 e 150 cães existe e eles integram a região entre Niassa e a Reserva de Caça de Selous, na Tanzânia. As áreas de maior presença da espécie nessa região da África incluem o norte de Botswana, nordeste da Namíbia, ao redor de Kafue e Luangwa na Zâmbia, oeste do Zimbábue e leste da África da Sul.
A espécie é encontrada na maior parte das savanas, pradarias e florestas do leste da África, ausentando-se de regiões semiáridas no norte do Quênia. Nas florestas de miombo, os cães tendem a seguir os rebanhos quando eles se juntam em formações abertas de gramíneas na época da seca, enquanto ambos se dispersam nas chuva, ocupando a maior parte da área de ocorrência da espécie no leste africano. A ocorrência na África Oriental é atualmente bastante reduzida, limitando-se principalmente ao sul da Tanzânia, junto ao norte de Moçambique, mais ao sul da África.  Essa região engloba cerca de 1270 indivíduos. Outra concentração de cães-selvagens na Tanzânia se encontra na região das áreas protegidas de Ruangwa e Ruaha, com por volta de 500 cães. Ainda na Tanzânia, entre as reservas de caça de Moyowsi e Kigosi existe uma população de 400 animais. No Quênia, a conservação é um pouco mais deteriorada com nenhum refúgio com grande densidade populacional, apesar de razoavelmente bem distribuídos. Compõem cerca de 625 animais no total do país.

### Ameaças
As ameaças à conservação da espécie decorrem de impactos provenientes da presença humana como a fragmentação do habitat, agravados por características naturais da espécie. Ela possui um comportamento de vagar por distâncias bem grandes, assim, mesmo uma área considerada grande ainda teria fronteiras consideravelmente próximas para o estilo de vida do animal. Dessa forma, o contato com ambientes humanos é frequente, o que gera conflitos e mortes acidentais. São perseguidos por criadores de gado, mortos em acidentes nas estradas, vítimas de armadilhas ou afetados por doenças. Outro fator agravante para a conservação é que sempre ocorreram naturalmente em baixas densidades populacionais, mesmo em grandes áreas. Isso os torna mais suscetíveis a surtos de doenças, especialmente em populações menores. Explicações para esse fato incluem a competição direta e indireta com outros predadores e predação por grandes carnívoros. 

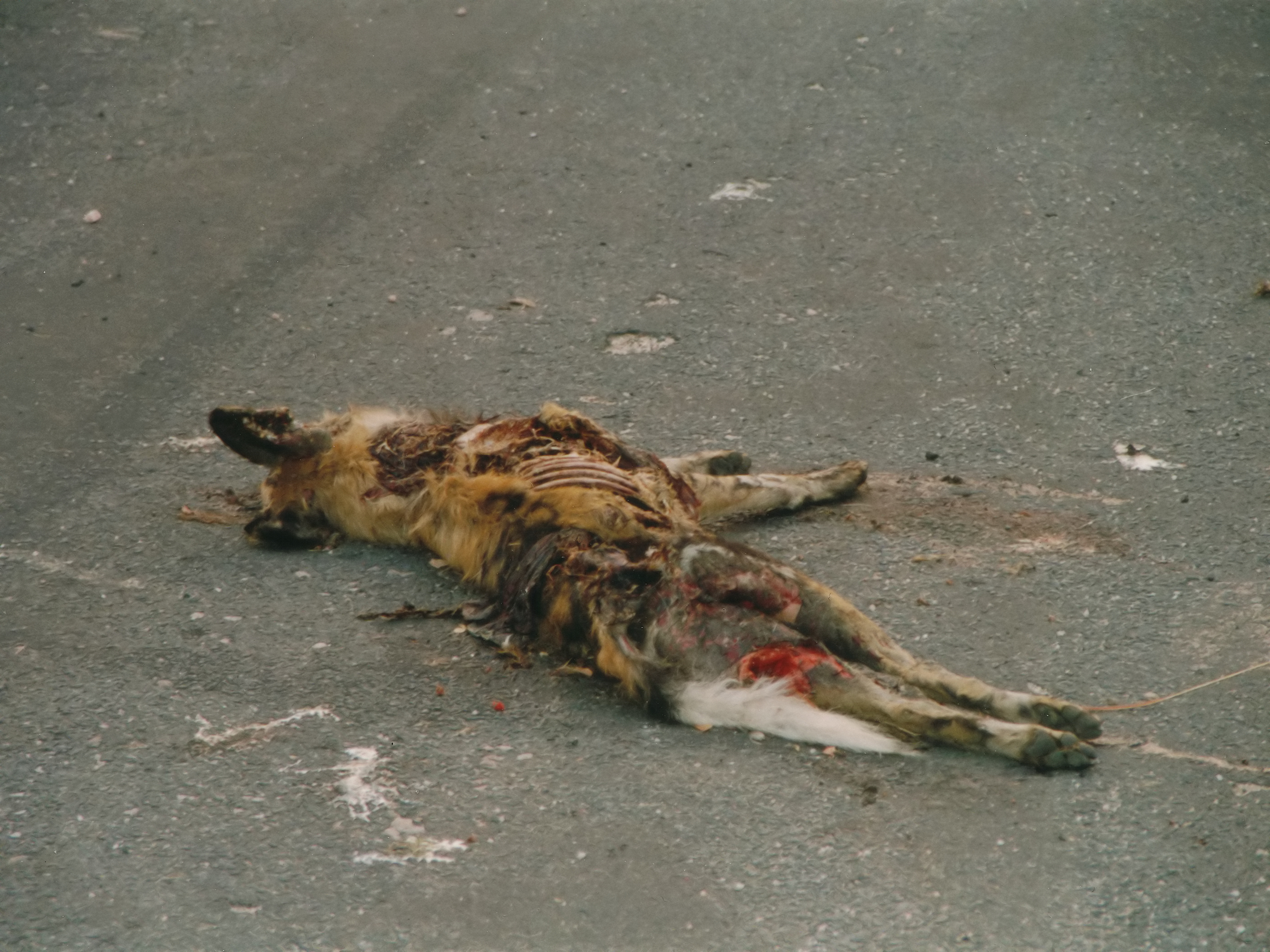
Mabecos podem ser vítimas de atropelamentos em estradas, uma das consequências da presença humana em seu habitat.

O impacto causado por atropelamentos em estradas é bastante significativo e chega a ser um dos maiores motivos de mortes em algumas áreas. Ele é especialmente perigoso em locais com estradas pavimentadas e de alta velocidade, sendo a causa de metade da mortalidade no Parque Nacional Hwange na estrada entre Bulawayo e as Cataratas Vitória com impacto considerável também no Parque Nacional Mikumi e no Parque Nacional Kafue na estrada Lusaka-Mongu. Onde a velocidade é reduzida e estradas são precárias, o impacto é menor. No Parque Nacional Kruger, por exemplo, apenas uma de 23 mortes foi causada por atropelamentos.
Entretanto, a maior causa para a diminuição de seus números nos últimos cem anos foi a perseguição direta. Esses animais foram tratados como pragas durante anos, até mesmo em parque nacionais, com objetivo de manter a população de antílopes em "valores ideais"; o que permaneceu até 1973 na Tanzânia, 1975 no Zimbábue e 1979 na Nigéria. O extermínio de cães-selvagens-africanos não é mais política oficial dos parques nacionais, mas a perseguição a eles ainda persiste, pois são tratados injustamente como matadores de gado e competem com humanos por ungulados em zonas de caça. Relatos indicam o extermínio de mais de 50 cães no Parque Nacional Hwange entre 1987 e 1991, por exemplo. Nativos da planície Masai também são conhecidos por envenená-los. Um levantamento de cinco regiões da África do Sul, Zimbábue, Zâmbia, Tanzânia, Botswana mostrou que cerca de um quarto das mortes de animais adultos (195 no total) foram causadas por tiro ou envenenamento.
A perseguição devido a fama de matador de gado mostra-se insustentável de acordo com as evidências. Eles os caçam ocasionalmente, mas, quando há presas suficientes na natureza, as perdas são pequenas especialmente em relação a rebanhos grandes. No Zimbábue, apenas 26 de mais de 3000 animais foram mortos, todos eles bezerros. Os cães-selvagens responderam por apenas 1,8% de todo o custo financeiro por perda de gado. Quanto a rebanhos menores, os custos podem ser maiores: numa mesma fazenda, uma alcateia matou 70 ovelhas e 67 carneiros em 1996. Assim como outros canídeos, as mortes podem ser poucas no geral mas algumas fazendas tendem a sofrer mais e localmente podem ocorrer grandes perdas. Ainda assim, eles geralmente ignoram quando há presas suficientes.
Armadilhas também são uma importante causa de mortalidade em cães-selvagens-africanos. A maioria das armadilhas são na verdade colocadas para pegar ungulados, mas acabam capturando acidentalmente os cães-selvagens. Em alguns locais do Zimbábue, entretanto, elas são armadas propositalmente para capturá-los e usar suas partes em rituais e propósitos medicinais, o que pode causar várias mortes dentro de uma alcateia específica. Cães-selvagens-africanos que vivem em áreas protegidas podem encontrar armadilhas de linha ao andar em áreas que não são protegidas. Dados mostram que 30% entre 196 mortes de animais adultos foram causadas por armadilhas, a maior parte no Zimbábue.
O impacto de doenças e patógenos nas populações de cães-selvagens-africanos tem sido cada vez mais reconhecido. Já foi notado por alguns autores a vulnerabilidade da espécie a enfermidades, e talvez isso possa explicar as densidades populacionais baixas. Eventos epidêmicos são ocasionais e as populações podem permanecer estáveis por alguns anos. Por isso, muitas vezes levantamentos de número de mortes enganosamente subestimam esse aspecto. Muitas dessas doenças podem ser adquiridas por contato com cães domésticos, que possivelmente agem como "reservatórios" de patógenos e transmitem as doenças para as populações da espécie. Entretanto, o impacto de doenças na saúde e nas populações ainda é pouco conhecido.